# Скирос (город)
Ски́рос (греч. Σκύρος ή Χώρα) — малый город в Греции, на восточном побережье одноимённого острова. Административный центр одноимённой общины (дима) в периферийной единице Эвбее в периферии Центральной Греции. Население 1657 жителей по переписи 2011 года.
Город расположен на западном склоне крутой скалы, на вершине которой находится древний акрополь и византийский замок. Впервые упоминается французским путешественником Жозефом Питтоном де Турнефором в 1702 году. В городе находится археологический музей и Исторический и фольклорный музей Маноса и Анастасии Фалтайц (Ιστορικό και Λαογραφικό Μουσείο Μάνου και Αναστασίας Φαλτάϊτς).

## Население
| Год  | Население, человек |
| ---- | ------------------ |
| 1991 | 1892               |
| 2001 | 1890               |
| 2011 | ↘ 1657             |